# 薩德基 (伊凡諾-法蘭科夫斯克州)
49°6′40″N 24°57′19″E / 49.11111°N 24.95528°E
薩德基（羅馬化：Sadky）是烏克蘭西部伊萬諾-弗蘭科夫斯克州伊萬諾-弗蘭科夫斯克區杜比夫齊市鎮的村莊，始建於1940年，面積4.41平方公里，海拔高度325米，2001年人口73，人口密度每平方公里16.6人。